# Mahmoud Mokhtar El-Tetsh
Mahmoud Mokhtar El-Tetsh (àrab: محمود مختار التتش, Maḥmūd Muẖtār at-Titx (el Caire, 29 de setembre de 1905 – 21 de febrer de 1965) fou un futbolista egipci de la dècada de 1930.
Fou internacional amb la selecció d'Egipte amb la qual participà en la Copa del Món de futbol de 1934.
Pel que fa a clubs, destacà a Al-Ahly SC El Caire.
Fou considerat el millor futbolista egipci del moment i un dels millors de la història del país.

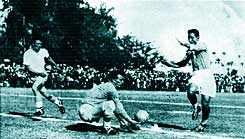
El porter palestí Willy Berger i el defensa Pinhas Fiddler intenten aturar Mokthar, 1934.